# Witchi-Tai-To
Albums de Jan Garbarek-Bobo Stenson Quartet
Triptykon
(1973) Dansere
(1975)
Witchi-Tai-To est un album du quartet Jan Garbarek / Bobo Stenson, paru en 1974 sur le label Edition of Contemporary Music. Le quartet est constitué de Jan Garbarek au saxophone ténor et soprano, Bobo Stenson au piano, Palle Danielsson à la contrebasse, et Jon Christensen à la batterie. Le disque est enregistré les 27 et 28 novembre 1973 au Arne Bendiksen Studio, à Oslo, par Jan Erik Kongshaug.

## Description
Comme d'habitude chez ECM, le design de l'album, réalisé par Barbara Wojirsch, est très dépouillé. Le livret ne comporte aucun texte, seulement les indications de morceaux, d'enregistrement, et le nom des musiciens. L'illustration de couverture est une photo de Paul Maar, une surface uniforme gris-jaune avec un peu de texture vers le bas de la photo. Les noms des musiciens sont inscrits au centre de l'illustration, le titre de l'album en haut.

### Musiciens
- Jan Garbarek - saxophone ténor, saxophone soprano
- Bobo Stenson - piano
- Palle Danielsson - contrebasse
- Jon Christensen - batterie

### Titres
| No | Titre         | Auteur           | Durée |
| -- | ------------- | ---------------- | ----- |
| 1. | A.I.R.        | Carla Bley       | 8:15  |
| 2. | Kukka         | Palle Danielsson | 4:32  |
| 3. | Hasta Siempre | Carlos Puebla    | 8:10  |
| 4. | Witchi-Tai-To | Jim Pepper       | 4:24  |
| 5. | Desireless    | Don Cherry       | 20:25 |

## Réception critique
Witchi-Tai-To, est considéré par certains critiques comme l'un des deux meilleurs albums jamais sortis par ECM, avec Conference of the Birds de Dave Holland, et l'un des meilleurs albums de jazz des années 1970.